# Atelopus eusebianus
Atelopus eusebianus är en groddjursart som beskrevs av Juan A. Rivero och Humberto Granados-Díaz 1993. Atelopus eusebianus ingår i släktet Atelopus och familjen paddor. IUCN kategoriserar arten globalt som akut hotad. Inga underarter finns listade.